# Omicidi del pollaio di Wineville
Gli omicidi del pollaio di Wineville (Wineville Chicken Coop Murders) furono una serie di rapimenti e omicidi di giovani ragazzi avvenuti nella città di Los Angeles e nella Contea di Riverside, in California, tra il 1926 e il 1928 e commessi dall’assassino seriale Gordon Stewart Northcott; questi era un agricoltore di 19 anni, che venne poi ritenuto il principale responsabile dei crimini insieme alla madre Sarah Northcott e al nipote Sanford Clark, anch'egli vittima di violenze e aggressioni sessuali da parte di suo zio.
Il caso Christine Collins, dal nome della madre di Walter Collins, uno dei bambini presumibilmente rapiti e uccisi a Wineville, raggiunse rapidamente la notorietà nazionale e scatenò uno scandalo con la denuncia della corruzione del dipartimento di polizia di Los Angeles. Venne ipotizzato che il numero complessivo di vittime potesse essere di circa una ventina, ma questa teoria fu poi scartata durante le indagini. Northcott fu riconosciuto colpevole di tre omicidi nel febbraio 1929 e fu giustiziato nel Carcere Statale di San Quintino nell'ottobre 1930.

## Gli omicidi
Gordon Stewart Northcott nacque a Bladworth, Saskatchewan, Canada, e crebbe nella Columbia Britannica; si trasferì a Los Angeles in California con i genitori nel 1924; due anni dopo, all'età di 19 anni,  chiese al padre di acquistare un appezzamento di terreno nella comunità di Wineville, situata nella Contea di Riverside, dove costruì un allevamento di polli e una casa con l'aiuto di suo padre e di suo nipote, Sanford Clark, di 11 anni. Con il pretesto di farlo lavorare nel suo ranch, Northcott portò il nipote da Bladworth negli Stati Uniti; all'arrivo del ragazzo a Wineville, Northcott iniziò ad abusare di lui sessualmente.
Nell'agosto 1928 la sorella diciannovenne di Clark, Jessie, gli fece visita al ranch (all'epoca Mira Loma): fu allora che Clark le disse di temere per la propria vita. Una notte, mentre Northcott dormiva, Jessie apprese da Clark che Northcott aveva ucciso quattro ragazzi nel suo ranch. Una settimana dopo, tornata in Canada, Jessie informò un agente consolare statunitense dei crimini di Northcott. Il console scrisse quindi una lettera al dipartimento di polizia di Los Angeles (LAPD) descrivendo in dettaglio la denuncia giurata di Jessie. Poiché inizialmente c'era una certa preoccupazione su una questione di immigrazione, il LAPD contattò i servizi di immigrazione per verificare i fatti relativi alla denuncia.
Il 31 agosto 1928 gli ispettori del servizio di immigrazione Judson F. Shaw e George W. Scallorn visitarono il ranch. Northcott, dopo aver visto gli agenti percorrere la lunga strada verso il suo ranch, fuggì attraverso il limite del bosco ai margini della sua proprietà, dicendo a Clark di fermarli e minacciando di sparargli dal limite del bosco con un fucile se non avesse obbedito. Per le due ore successive, mentre Clark temporeggiava, Northcott continuò a correre. Alla fine, quando Clark sentì che gli agenti potevano proteggerlo, disse loro che Northcott era fuggito.
Northcott e sua madre, Sarah Louise, fuggirono in Canada, ma furono arrestati vicino a Vernon, nella Columbia Britannica, il 19 settembre 1928. Clark testimoniò il giorno della sentenza di Sarah Louise che Northcott aveva commesso diversi reati (rapimento di minore, molestie sessuali, abuso minorile e uccisione di tre giovani ragazzi) con l'aiuto di sua madre e dello stesso Clark. Clark testimoniò anche dell'omicidio di un quarto giovane, un cittadino messicano (forse Alvin Gothea), la cui testa decapitata Clark, costretto da Northcott, aveva bruciato in un braciere per poi schiacciare il cranio. Northcott dichiarò di aver "lasciato il corpo senza testa sul ciglio della strada vicino a La Puente perché non aveva altro posto dove metterlo". Affermò che era stato utilizzato ossido di calcio per smaltire i resti e che i corpi erano stati sepolti nel ranch.

### Parti di corpo ritrovate
Le autorità trovarono tre tombe poco profonde nel ranch, nei punti dove Clark aveva dichiarato che fossero. Queste tombe non contenevano corpi completi, ma solo parti di essi. Clark e la sorella Jessie testimoniarono che lo zio Gordon e la nonna Sarah avevano riesumato i corpi la sera del 4 agosto 1928, poche settimane prima che Clark fosse preso in custodia tutelare, e li avevano portati in una zona deserta, dove molto probabilmente li bruciarono quella notte. I corpi completi non furono mai recuperati.
Le prove rinvenute nelle tombe consistevano in "51 parti di anatomia umana... quei frammenti silenziosi di prove, di ossa e sangue umani, hanno parlato e corroborato la testimonianza di testimoni viventi". Questa prova permise alle autorità di concludere che Walter Collins, due fratelli di nome Lewis e Nelson Winslow (rispettivamente di 12 e 10 anni) e la quarta vittima non identificata erano stati tutti assassinati. Le parti del corpo e la testimonianza di Clark portarono alla condanna a morte di Gordon Northcott e all'ergastolo per Sarah Louise Northcott, che fu rilasciata sulla parola nel 1940. Morì nel 1944.

### Conseguenze
Alla zona di Wineville venne cambiato nome in Mira Loma il 1 novembre 1930, in gran parte a causa della pubblicità negativa che circondava gli omicidi. Le nuove città di Eastvale e Jurupa Valley hanno occupato parti diverse dell'area di Mira Loma rispettivamente nel 2010 e nel 2011. Wineville Avenue, Wineville Road, Wineville Park e altri riferimenti geografici forniscono ricordi del nome precedente della comunità. Clark tornò a Saskatoon, dove i registri della città indicano che morì il 20 giugno 1991.
| 1928 Sito della fattoria di Northcott                                    |
|                                                                          |
| Vicinanze della contea di Los Angeles Coordinate: 33°58′24″N 117°32′24″W |

## Arresto e processo
La polizia canadese arrestò Northcott e sua madre il 19 settembre 1928. A causa di errori nelle pratiche di estradizione, non furono estradati negli USA fino al 30 novembre 1928. Mentre i due erano detenuti nella Columbia Britannica in attesa della estradizione in California, Sarah confessò gli omicidi, incluso quello di Walter Collins, un bambino di nove anni. Ma prima di essere estradata in California, ritrattò la sua confessione, così come Northcott, che aveva confessato di aver ucciso più di cinque ragazzi.
Dopo che Sarah e suo figlio furono estradati dalla Columbia Britannica in California, ancora una volta lei confessò e si dichiarò colpevole dell'omicidio di Walter Collins. Non fu processata; sulla sua dichiarazione di colpevolezza il giudice della Corte superiore Morton la condannò all'ergastolo il 31 dicembre 1928, risparmiandole la condanna a morte perché era una donna. Durante la sua udienza di condanna, affermò che suo figlio era innocente e fece una serie di affermazioni sui suoi genitori, incluso che era un figlio illegittimo di un nobile inglese, che lei era la nonna di Gordon e che era il risultato di un incesto tra suo marito, Cyrus George Northcott, e la loro figlia. Ha anche affermato che da bambino, Gordon era stato abusato sessualmente da tutta la famiglia. Dopo essere stata condannata, Sarah tentò il suicidio e implorò le autorità di non giustiziare suo figlio. "Ho un accordo equo", ha detto. "Se saranno buoni con mio figlio, se non lo impiccheranno!" Dopo aver appreso che suo figlio sarebbe stato impiccato, Sarah implorò le autorità di impiccare anche lei. Sarah scontò la pena nella prigione statale di Tehachapi e fu rilasciata sulla parola dopo meno di dodici anni. Morì nel 1944.
Gordon Northcott venne implicato nell'omicidio di Walter Collins, ma poiché sua madre aveva già confessato ed era stata condannata per questo, lo Stato decise di non perseguire Gordon per quell'omicidio.
Si ipotizzò che Gordon potesse aver ucciso fino a 20 ragazzi, ma lo Stato della California non fu in grado di produrre prove a sostegno di tale ipotesi. Alla fine lo Stato intentò un'accusa contro Gordon solo per gli omicidi di un cittadino messicano minorenne non identificato (noto come il "messicano senza testa") e dei fratelli Lewis e Nelson Winslow (rispettivamente di 12 e 10 anni). La scomparsa dei fratelli era stata denunciata da Pomona il 16 maggio 1928.
All'inizio del 1929 il processo a Gordon Northcott si tenne davanti al giudice George R. Freeman nella Contea di Riverside, in California, con l'accusa di aver rapito, molestato, torturato e ucciso i fratelli Winslow e il "messicano senza testa" nel 1928. L'8 febbraio 1929, il processo, durato 27 giorni, si concluse con la condanna di Gordon per quegli omicidi. Il 13 febbraio 1929 il giudice Freeman lo condannò a morte e Northcott venne impiccato il 2 ottobre 1930 nella Prigione di Stato di San Quintino. Aveva 23 anni.

### Gordon Stewart Northcott (9 novembre 1906 - 2 ottobre 1930)

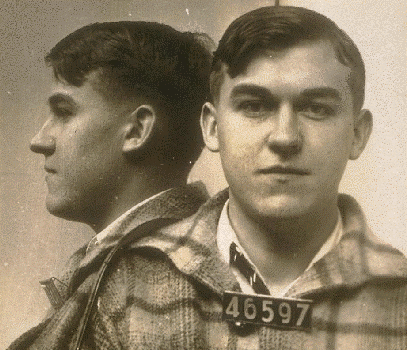
Foto segnaletica di Northcott del 19 settembre 1928

## Persone coinvolte

### Sanford Clark (1 marzo 1913-20 giugno 1991)

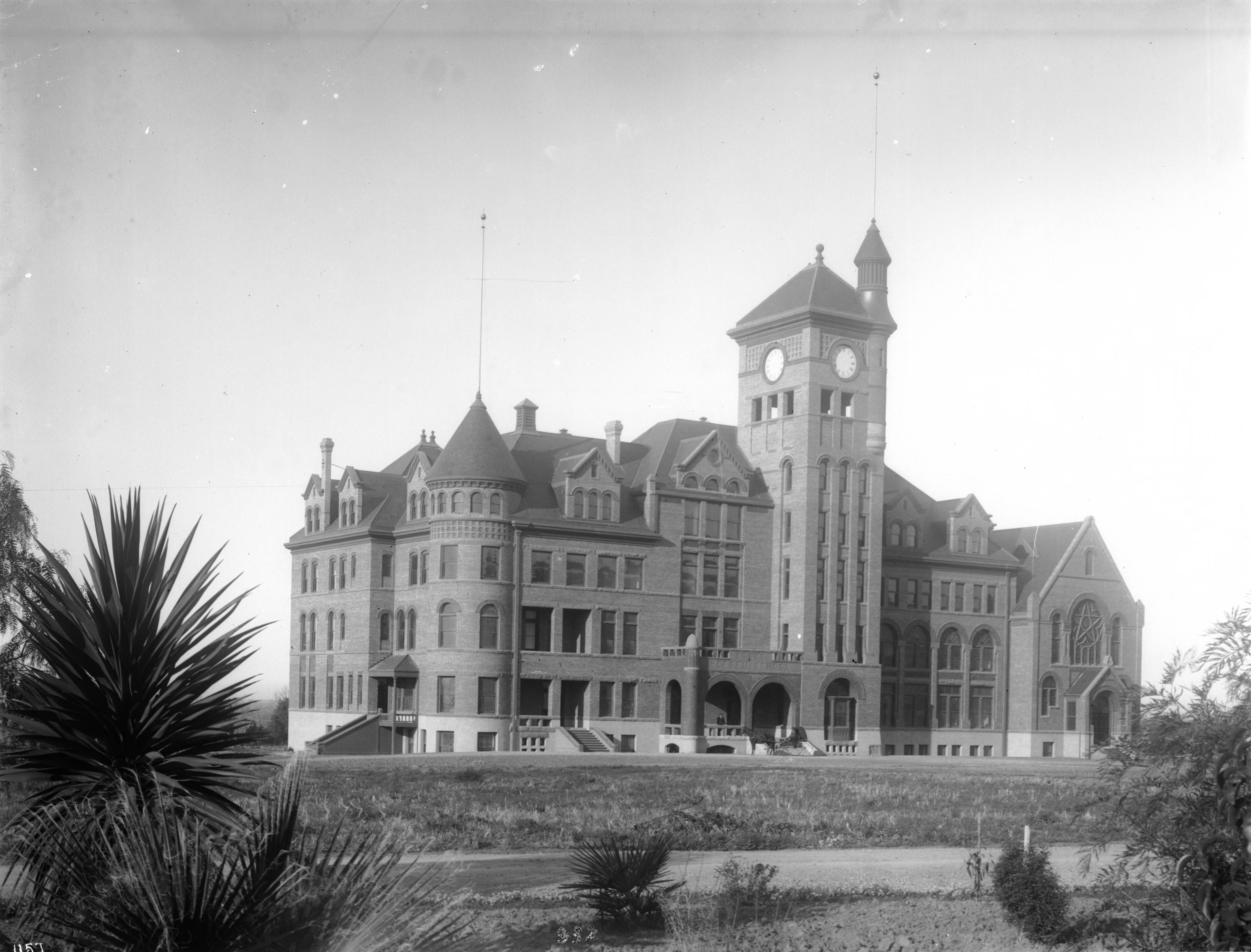
Il Riformatorio Statale della California di Whittier, California, nel 1901 circa.

La sorella maggiore di Sanford, Jessie, divenne sospettosa delle lettere che Sanford fu costretto a mandare a casa dall'allevamento di Northcott. Queste lettere assicuravano alla famiglia che Sanford stava bene.
Jessie si recò quindi al ranch di Wineville e vi rimase per diversi giorni. Di notte Clark raccontò a sua sorella dei crimini che erano stati commessi al ranch. Jessie rimase terrorizzata da Northcott, lasciò il ranch e tornò in Canada. Lì raccontò al console americano dei crimini avvenuti a Wineville.
Sanford non fu processato per omicidio perché l'assistente del procuratore distrettuale Loyal C. Kelley credeva fermamente che il ragazzo fosse innocente. Disse che Sanford era stato vittima delle minacce di morte e degli abusi sessuali di Northcott e non era un partecipante volontario ai crimini commessi al ranch.
Sanford venne trasferito nel riformatorio Whittier State School dove era in corso un programma sperimentale per giovani delinquenti. Assicurò a Sanford che la scuola Whittier era unica per la sua compassionevole missione di genuina riabilitazione. Sanford fu condannato a cinque anni presso il riformatorio Whittier State School (in seguito ribattezzata Fred C. Nelles Youth Correctional Facility). La sua condanna fu successivamente commutata in 23 mesi durante i quali "aveva colpito gli amministratori con il suo temperamento, le sue capacità lavorative e il suo desiderio personale di vivere una vita produttiva durante i suoi quasi due anni trascorsi lì".
Morì nel 1991 all'età di 78 anni e fu sepolto nel cimitero di Woodlawn a Saskatoon, nel Saskatchewan, nel 1993.

### Walter Collins (23 settembre 1918-1928)
Walter Collins, di nove anni, fu rapito il 10 marzo 1928, mentre andava al cinema e non tornò più. Viveva a Lincoln Heights, Los Angeles. Inizialmente sua madre, Christine Collins, e la polizia credevano che i nemici di suo padre, Walter Collins Sr., avessero rapito Walter. Il padre era stato condannato per otto rapine a mano armata ed era un detenuto del Carcere di Folsom. La scomparsa di Walter Collins ricevette attenzione a livello nazionale e il Dipartimento di Polizia di Los Angeles seguì centinaia di piste senza successo. La polizia dovette affrontare pubblicità negativa e una crescente pressione pubblica per risolvere il caso. Cinque mesi dopo la scomparsa di Walter, fu trovato a DeKalb, nell'Illinois, un ragazzo che affermava di essere Walter. Furono scambiate lettere e fotografie prima che la madre di Walter, Christine Collins, alla fine pagasse per portare il ragazzo a Los Angeles. Fu organizzata dalla polizia una riunione pubblica, nella speranza di annullare la cattiva pubblicità che aveva ricevuto per l'incapacità di risolvere questo caso e altri. La polizia sperava anche che la storia edificante avrebbe distolto l'attenzione da una serie di scandali di corruzione che avevano macchiato la reputazione del dipartimento. Alla riunione Christine dichiarò che il ragazzo non era suo figlio. L'ufficiale responsabile del caso, il capitano della polizia J.J. Jones, le disse di portare il ragazzo a casa per "provarlo per un paio di settimane". Christine accettò di farlo con qualche esitazione. Tre settimane dopo Christine tornò dal capitano Jones in quanto non riteneva che il ragazzo fosse suo figlio. Anche se lei aveva delle cartelle cliniche che lo dimostravano, Jones la fece ricoverare nel reparto psichiatrico del Los Angeles County Hospital con un "Codice 12", un termine usato per incarcerare o arrestare qualcuno che era considerato difficile o scomodo.
Durante l'incarcerazione di Christine, Jones interrogò il ragazzo, che ammise di essere il dodicenne Arthur Hutchens Jr., un fuggiasco originario dell'Iowa. Un vagabondo in un bar lungo la strada nell'Illinois aveva detto a Hutchens della sua somiglianza con il Walter scomparso, quindi Hutchens aveva escogitato un piano per impersonare Walter. Il suo motivo era andare a Hollywood per incontrare il suo attore preferito, Tom Mix.
Christine fu rilasciata 10 giorni dopo che Hutchens aveva ammesso di non essere suo figlio. Intentò quindi una causa contro il dipartimento di polizia di Los Angeles.
Il 13 settembre 1930 Christine vinse una causa contro Jones e le furono assegnati $10.800 (equivalenti a $162.000 del 2021), che Jones non ha mai pagato. L'ultimo resoconto giornalistico di Christine risale al 1941, quando tentò di raccogliere una condanna di $15.562 contro il capitano Jones allora in pensione presso la Corte Superiore.
Christine sperava che suo figlio, Walter, potesse essere ancora vivo dopo la sua prima intervista con Gordon Stewart Northcott. Chiese a Northcott se avesse ucciso suo figlio e, dopo aver ascoltato le sue ripetute bugie, confessioni e ritrattazioni, concluse che Northcott era pazzo. Poiché Northcott non sembrava sapere se avesse mai incontrato Walter, tanto meno ucciso, si aggrappò alla speranza che Walter fosse ancora vivo.
Northcott inviò a Christine un telegramma poco prima della sua esecuzione, dicendo di aver mentito quando aveva negato che Walter fosse tra le sue vittime. Prometteva di dire la verità, se lei fosse venuta di persona ad ascoltarlo. Poche ore prima dell'esecuzione Christine visitò Northcott. Ma al suo arrivo lui esitò. "Non voglio vederla," disse quando lei lo affrontò. "Non ne so niente di tutto questo. Sono innocente."
Un resoconto di notizie diceva: "La donna sconvolta era indignata dalla condotta di Northcott... ma ne era anche confortata. Le risposte ambigue di Northcott e il suo apparente rifiuto di ricordare dettagli come i vestiti di Walter e il colore dei suoi occhi le davano la continua speranza che suo figlio fosse ancora vivo".

### Lewis e Nelson Winslow
Lewis, 12 anni, e Nelson, 10, erano i figli di Nelson Winslow, Sr. e di sua moglie. I ragazzi furono rapiti il 16 maggio 1928 a Pomona, California, mentre tornavano a casa da una riunione di uno yacht club. Northcott fu condannato per rapimento e uccisione.
Il signor Winslow guidò un linciaggio alla prigione della contea di Riverside, dove Northcott era temporaneamente detenuto, con l'intento di impiccare Northcott dopo il completamento del processo ma prima della sua condanna. La polizia convinse la folla a disperdersi.

### Arthur J. Hutchens, Jr., l'impostore
Nel 1933 Arthur J. Hutchens Jr. scrisse il motivo per cui e come impersonò il ragazzo scomparso, Walter Collins. La madre biologica di Hutchens era morta nel 1925 quando lui aveva nove anni e viveva con la sua matrigna, Violet Hutchens.
Hutchens finse di essere Walter Collins per allontanarsi il più possibile dalla matrigna. Dopo aver vissuto in viaggio per un mese, arrivò a DeKalb, Illinois. Quando la polizia lo portò dentro, iniziarono a fargli domande su Walter Collins. Inizialmente dichiarò di non sapere di Walter, ma cambiò la sua storia quando intravide la possibilità di arrivare in California.
Morì nel 1954.

### Rev. Gustav Briegleb
Gustav Briegleb era un ministro presbiteriano e uno dei primi radio-evangelisti. Era il pastore della chiesa presbiteriana di St. Paul in Jefferson Boulevard alla Third Avenue di Los Angeles, California.
Sostenne molte cause importanti nella città di Los Angeles negli anni '20 e '30, in particolare la cattiva gestione del caso del rapimento di Walter Collins nel 1928. Combatté per il rilascio di Christine Collins dall'ospedale psichiatrico dopo che era stata ricoverata per rappresaglia perché non era d'accordo con la versione degli eventi del Dipartimento di Polizia di Los Angeles. Briegleb morì nel 1943 all'età di 61 anni.

### Il ragazzo che si fece avanti
Nel 1935, cinque anni dopo l'esecuzione di Northcott, un ragazzo e i suoi genitori si fecero avanti e parlarono con le autorità. Sette anni prima, il ragazzo era scomparso e i genitori avevano denunciato la sua scomparsa alla polizia. Al momento della scomparsa del ragazzo, le autorità ipotizzarono che potesse essere stato vittima di un omicidio a Wineville.

Sanford Clark, tuttavia, non disse mai alle autorità che un ragazzo era scappato dal pollaio. La documentazione storica e la stessa testimonianza di Sanford Clark indicano che solo tre ragazzi erano stati tenuti nel pollaio. Questi erano Walter Collins e i due fratelli Winslow, che furono tutti assassinati.

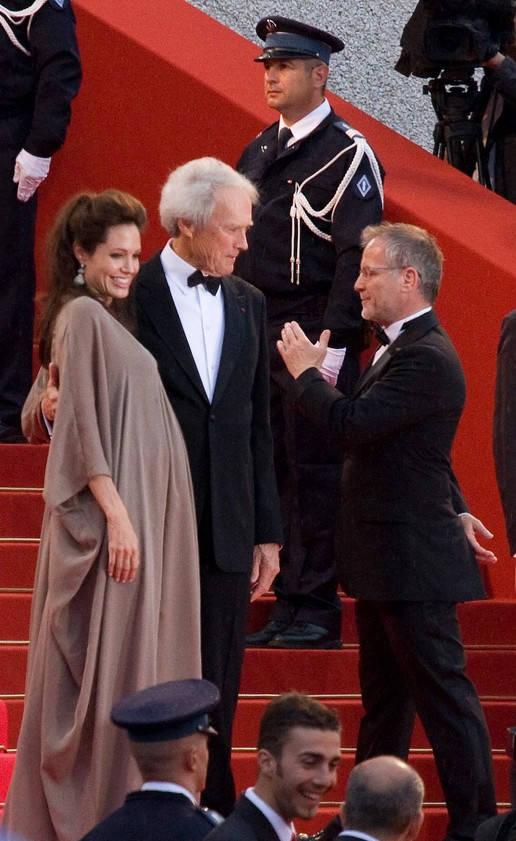
Angelina Jolie e Clint Eastwood al Festival di Cannes 2008 per il film Changeling (allora col titolo Lo scambio)

## Nella cultura popolare
- Nel 2008 Clint Eastwood diresse il film Changeling, intitolato anche Changeling - Una storia vera, in parte basato sui fatti dei Wineville Chicken Coop Murders,[54] scritto da J. Michael Straczynski e interpretato da Angelina Jolie e John Malkovich. Il film è incentrato su Christine Collins, i suoi conflitti contro la polizia di Los Angeles e la sua ricerca per trovare Walter.[55] Nel film Northcott è stato interpretato da Jason Butler Harner.
- "Il grande impostore" — episodio n. 104 della serie radiofonica Dragnet — era basato su questi eventi. Andò in onda il 7 giugno 1951. Quando la serie fu trasferita sulla televisione, la sceneggiatura radiofonica fu trasformata in una fiction televisiva. Andò in onda il 4 dicembre 1952.
- Una delle trame di American Horror Story: Hotel è incentrata sugli omicidi. In un flashback, il figlio della signora Evers, cameriera dell'Hotel Cortez, viene rapito da un uomo ad Halloween. Gli eventi circostanti implicano che suo figlio fosse una delle vittime non identificate di Gordon Northcott.[56]
- "Body Farm", episodio 12 della stagione 3 della serie Investigation Discovery Evil Kin, si concentra sugli omicidi di Wineville Chicken Coop ed esamina i primi segni premonitori della pedofilia di Northcott, della sua relazione violenta con Sanford, del salvataggio di Sanford da parte di Jessie e dell'ossessivo amore di Sarah Louise per suo figlio. Andò in onda il 6 ottobre 2015.
- L'episodio "Haunted" di Criminal Minds del 2009 presenta un personaggio basato su Gordon Stewart Northcott chiamato Hollow Creek Killer.[57]